# Орлянка (Могилёвский район)
Орля́нка (бел. Арлянка) — деревня в составе Семукачского сельсовета Могилёвского района Могилёвской области Республики Беларусь.

## Население
- 1999 год — 14 человек
- 2010 год — 4 человека